# IOS 6
iOS 6 è la sesta versione del sistema operativo per dispositivi mobili iOS, sviluppato dalla Apple Inc. e successore di iOS 5. È stato annunciato l'11 giugno 2012, durante l'annuale WWDC, ed è stato pubblicato il 19 settembre dello stesso anno.
Tra le nuove funzionalità vi è la nuova applicazione Mappe, ora con dati forniti dalla stessa Apple, l'aggiunta dell'applicazione Passbook per radunare i biglietti e le carte fedeltà, miglioramenti a Siri e una nuova casella "VIP" nell'applicazione Mail.
iOS 6 è stato l'ultimo aggiornamento ad aver avuto come supervisore Scott Forstall, che ha guidato lo sviluppo del sistema operativo dal 2005.

## Storia

### Introduzione e primo lancio
iOS 6 è stato presentato durante la WWDC di apple l'11 giugno 2012. È stato messo in vendita a partire dal 19 settembre 2012.

### Aggiornamenti

#### 6.0.1
iOS 6.0.1 è stato pubblicato il 1º novembre 2012, come primo aggiornamento di iOS 6, correggendo alcuni errori.

#### 6.0.2
iOS 6.0.2 è stato pubblicato il 18 dicembre 2012, correggendo altri errori minori.

#### 6.1
iOS 6.1 è stato pubblicato il 28 gennaio 2013. L'aggiornamento includeva la compatibilità dell'LTE da parte di altri operatori in tutto il mondo. È inoltre stata aggiunta l'integrazione di Siri con Fandango, permettendo all'utente di comprare dei biglietti del cinema tramite Siri (solo in America), e un pulsante in grado di reimpostare l'ID pubblicitario attraverso le impostazioni.

#### 6.1.1
iOS 6.1.1 è stato lanciato l'11 febbraio 2013 per l'iPhone 4S, correggendo alcuni errori che peggioravano le prestazioni e la stabilità della rete.

#### 6.1.2
iOS 6.1.2 è stato pubblicato il 19 febbraio 2013. Esso correggeva un errore nel calendario di Exchange che poteva peggiorare le prestazioni della rete e della batteria.

#### 6.1.3
iOS 6.1.3 è stato pubblicato il 19 marzo 2013. Questo aggiornamento correggeva un bug che permetteva di oltrepassare il codice della schermata di blocco, oltre a vari miglioramenti.

#### 6.1.4
iOS 6.1.4 è stato pubblicato il 2 maggio 2013, precisamente per l'iPhone 5, andando ad aggiornare il profilo audio del vivavoce.

#### 6.1.5
iOS 6.1.5 è stato pubblicato il 14 novembre 2013, precisamente per l'iPod touch di quarta generazione, per correggere un errore che poteva impedire la riuscita delle chiamate FaceTime.

#### 6.1.6
iOS 6.1.6 è stato pubblicato il 21 febbraio 2014, precisamente per l'iPod touch di quarta generazione e per l'iPhone 3GS, andando a correggere un problema che si verificava durante la verifica della connessione SSL.

## Funzionalità di sistema

### Siri
L'assistente personale di Apple, Siri, che è stato introdotto con iOS 5, ha presentato un notevole miglioramento e ora è in grado di effettuare prenotazioni per un ristorante, avviare applicazioni, leggere le notifiche dal Centro Notifiche, dettare post di Facebook e Twitter, mostrare le recensioni dei film ecc.. Con iOS 6.1, Siri integra Fandango, offrendo la possibilità agli utenti di comprare i biglietti dei film, chiedendolo direttamente all'assistente vocale. Questo servizio è disponibile solo negli Stati Uniti.

### Integrazione con Facebook
Facebook viene introdotto come applicazione nativa di iOS 6. Si può accedere alle sue funzionalità attraverso l'applicazione Calendario, che può sincronizzare gli eventi Facebook, Contatti, che racchiude le informazioni degli amici di Facebook o usare il bottone like attraverso l'App Store o il Game Center.

### Impostazioni
L'icona di Impostazioni, con iOS 6, è stata ridisegnata per abbinarsi a quella delle Preferenze di Sistema di OS X. È stata inoltre aggiunta la modalità Non Disturbare che, se attiva, permette di silenziare le notifiche e le chiamate. Quando viene attivata, un'icona raffigurante una mezza luna viene mostrata nella Status Bar.
Ora sono disponibili nuove impostazioni per la privacy.

### Altro
iOS 6 aggiunge i widget di Facebook e Twitter nel Centro Notifiche, attraverso i quali l'utente può postare o twittare senza aprire l'applicazione.

## Funzionalità delle applicazioni

### Mappe
Con iOS 6, l'applicazione Mappe è stata completamente ridisegnata; Apple ha infatti abbandonato il supporto a Google Maps. Ora la grafica è vettoriale, così da eliminare il lag che vi era in precedenza e rendere le scritte e gli oggetti più chiari e fluidi. È stata inoltre aggiunta la navigazione Turn-by-Turn, la possibilità di ricevere indicazioni stradali vocali, la visuale in 3D per certe città e il traffico in tempo reale. La navigazione Turn-by-Turn è solamente disponibile sull'iPhone 4S e sull'iPad 2.

### Passbook
iOS 6 introduce Passbook, un'applicazione che riunisce tutti i biglietti, i coupon e le carte fedeltà. Permette inoltre di ricevere una notifica quando si ha un coupon e si è nelle vicinanze del negozio interessato. Con iOS 9 l'applicazione è stata rinominata in Wallet.

### Foto e Fotocamera
L'applicazione Fotocamera ora integra la modalità panorama, che permette di scattare foto panoramiche a 240°. L'applicazione Foto è stata aggiornata e ora presenta una funzionalità chiamata Streaming Foto. Attraverso iCloud, le foto vengono sincronizzate tra tutti i dispositivi ed è possibile rimuoverle o condividerle con altri utenti direttamente dallo Streaming Foto.

### App Store
L'App Store con iOS 6 viene completamente ridisegnato, con una nuova grafica e un tema più scuro. Ora è possibile aggiornare le applicazioni senza la richiesta della password di iTunes. Inoltre, quando ora un'applicazione viene installata, non si viene più portati alla schermata Home, ma continua ad essere scaricata e l'utente può continuare a navigare l'App Store.

### Telefono
Il tastierino numerico dell'applicazione Telefono è stato ridisegnato e ora è di colore grigio chiaro. Con iOS 6, quando si riceve una chiamata con il telefono bloccato, appare un'icona che, se alzata, offre la possibilità di rispondere con un messaggio o di rimandare la chiamata a un momento successivo.

### Safari
Safari ora può essere visualizzato a tutto schermo in orizzontale negli iPhone e iPod touch. È stato inoltre introdotto iCloud Tabs, che permette di visualizzare le finestre aperte su tutti i dispositivi iOS, e l'elenco lettura offline, che offre la possibilità di salvare una pagina per poi visualizzarla anche senza una connessione a internet.

### FaceTime
FaceTime ora funziona anche con la rete 3G, mentre in precedenza era necessaria una rete Wi-Fi.

### Orologio
L'applicazione Orologio, che è presente dalla prima versione di iOS su iPhone e iPod touch, è ora disponibile per l'iPad.

## Dispositivi supportati
██ iOS 6 (92,7%)
██ iOS 5 (5,5%)
██ iOS 4 (1,7%)
██ iPhone OS 3 (0,1%)

### iPhone
- iPhone 3GS
- iPhone 4
- iPhone 4S
- iPhone 5

### iPod touch
- iPod touch (quarta generazione)
- iPod touch (quinta generazione)

### iPad
- iPad 2
- iPad (terza generazione)
- iPad (quarta generazione)
- iPad mini

### Apple TV
- Apple TV (seconda generazione)
- Apple TV (terza generazione)
- Apple TV (terza generazione, Revision A)

## Changelog
Di seguito è riportato il changelog di ogni versione:

### iOS 6.0[23]
- Mappe
  - Mappe vettoriali progettate da Apple
  - Navigazione dettagliata con indicazioni vocali su iPhone 5, iPhone 4S, iPad Wi-Fi + Cellulare (2ª e 3ª generazione)
  - Informazioni sul traffico in tempo reale
  - Flyover per la visualizzazione interattiva 3D e panorami estremamente realistici delle principali aree urbane su iPhone 5, iPhone 4S, iPad (3ª generazione) e iPod touch (5ª generazione)
  - Risultati di ricerca locale con foto, voti, recensioni e offerte speciali di Yelp
  - Integrazione di Siri per chiedere indicazioni e trovare luoghi lungo un percorso
- Miglioramenti di Siri
  - Sport: punteggi, statistiche di un giocatore, orari delle partite, elenchi giocatori e classifiche di campionato per il baseball, il basket, il football americano, il calcio e l'hockey
  - Film: trailer, orari degli spettacoli, recensioni e trame
  - Ristoranti: prenotazioni, recensioni, foto e informazioni
  - Invio di tweet
  - Pubblicazione su Facebook
  - Apertura di app
  - Funzionalità Eyes Free nelle automobili supportate
  - Ricerca locale disponibile nei paesi in cui Siri è supportato (durante il lancio iniziale la disponibilità potrebbe essere limitata)
  - Paesi aggiuntivi e supporto linguistico per il Canada (inglese e francese canadese), la Cina (mandarino), Hong Kong (cantonese), l'Italia (italiano), la Corea (coreano), il Messico (spagnolo), la Spagna (spagnolo), la Svizzera (italiano, francese, tedesco), il Taiwan (mandarino), gli Stati Uniti (spagnolo)
  - Funzionalità supportate su iPhone 5, iPhone 4S, iPad (3ª generazione) e iPod touch (5ª generazione)
- Integrazione di Facebook
  - Accesso unico da Impostazioni
  - Pubblicazione da Immagini, Safari, Mappe, App Store, iTunes, Game Center, Centro notifiche e Siri
  - Aggiunta della posizione e selezione del grado di visibilità dei post
  - Visualizzazione delle informazioni di contatto e delle foto profilo di Facebook aggiornate in Contatti
  - Visualizzazione di eventi e compleanni di Facebook in Calendario
  - Aggiunta di commenti “Mi piace” ai contenuti e visualizzazione dei commenti “Mi piace” degli amici su App Store e iTunes Store
- Streaming foto condivisi
  - Condivisione delle foto selezionate con le persone scelte
  - Gli amici possono visualizzare le foto condivise nell'app Immagini, in iPhoto e Apple TV
  - Gli amici possono indicare il proprio gradimento e commentare le singole foto
- Passbook
  - Un modo per tenere insieme carte d'imbarco, carte cliente, ingressi del cinema e altri biglietti
  - Visualizzazione del codice a barre per l'imbarco in aeroporto, per comprare un caffè, entrare al cinema e altre operazioni
  - Biglietti visualizzati in “Blocco schermo” in base all'ora o alla posizione
  - I biglietti possono essere aggiornati automaticamente
  - Funzionalità supportata su iPhone e iPod touch
- Miglioramenti di FaceTime
  - Supporto per FaceTime su dati cellulare per iPhone 5, iPhone 4S e iPad Wi-Fi + Cellulare (3ª generazione)
  - Ricezione delle chiamate FaceTime inviate al numero di iPhone su iPad e iPod touch
- Miglioramenti del telefono
  - Opzione "Non disturbare" per trattenere chiamate e notifiche in entrata
  - Opzione "Rispondi con messaggio" quando viene rifiutata una chiamata
  - Opzione "Ricordamelo più tardi" in base all'ora e alla posizione quando viene rifiutata una chiamata
- Miglioramenti di Mail
  - Casella di posta VIP per accedere velocemente alle e-mail di persone importanti
  - Casella di posta con e-mail contrassegnate
  - Inserimento di foto e video durante la composizione di e-mail
  - Apertura di documenti Office protetti da password
  - Scorrimento verso il basso per aggiornare le caselle di posta
  - Firme per account
- Miglioramenti di Safari
  - Pannelli iCloud per visualizzare le pagine aperte su tutti i dispositivi
  - Elenco lettura offline
  - Supporto per l'upload di foto
  - Visualizzazione orizzontale a tutto schermo su iPhone e iPod touch.
  - Banner app intelligenti
  - Miglioramenti delle prestazioni JavaScript
- Miglioramenti di App Store e iTunes Store
  - Design dello store aggiornato
  - Cronologia delle anteprime iTunes
  - Funzionalità "Completa la mia stagione"
  - Funzionalità "Completa il mio album"
- Miglioramenti di Game Center
  - Sfide con gli amici per superare i punteggi e il numero di medaglie ottenute
  - Pubblicazione su Facebook e Twitter dei punteggi più alti e del numero di medaglie ottenute
  - Consigli di amicizia in base agli amici di Facebook
- Miglioramenti di accessibilità
  - Accesso Guidato per limitare il dispositivo a un'app e restringere l'input del tocco su determinati punti dello schermo
  - Integrazione di VoiceOver con Mappe, AssistiveTouch e Zoom
  - Supporto per gli apparecchi acustici “Made for iPhone” per iPhone 5 e iPhone 4S
- Controlli della privacy migliorati per Contatti, Calendari, Promemoria, Immagini e dati condivisi tramite Bluetooth
- I promemoria possono essere riordinati nell'app Promemoria
- Vibrazioni personalizzate per gli avvisi su iPhone
- App Orologio per iPad
- Sveglia con brano musicale
- Ricerca di tutti i campi in Contatti
- Modalità film automatica per una migliore qualità audio dei video
- Definizioni di una parola selezionata per cinese, francese, tedesco e spagnolo
- Nuovi layout tastiera per francese, tedesco, turco, catalano, arabo e islandese
- Abbreviazioni da tastiera condivise tra i dispositivi mediante iCloud
- Supporto MAP su Bluetooth
- Global network proxy per l'HTTP
- Funzionalità per la Cina
  - Ricerca web Baidu
  - Integrazione di Sina Weibo
  - Condivisione di video su Tudou
  - Condivisione di video su Youku
  - Input testuale migliorato per la scrittura e il Pinyin
- Correzioni di errori

### iOS 6.0.1[24]
- Risoluzione di un errore che impediva l'installazione di aggiornamenti software in modalità wireless "over the air" su iPhone 5
- Risoluzione di un errore che poteva provocare la visualizzazione di linee orizzontali sulla tastiera
- Risoluzione di un problema che poteva causare la mancata attivazione del flash della fotocamera
- Miglioramento dell'affidabilità di iPhone 5 e iPod touch (quinta generazione) quando connessi a reti Wi-Fi con codifica WPA2
- Risoluzione di un problema che in alcune occasioni impediva ad iPhone l'utilizzo della rete cellulare
- Interruttore "Utilizza dati cellulare" per iTunes Match migliorato
- Risoluzione di un errore per cui il blocco con codice consentiva a volte l'accesso alle informazioni dei biglietti di Passbook dallo schermo bloccato
- Risoluzione di un errore relativo alle riunioni con Exchange

### iOS 6.0.2[25]
- Risoluzione di un errore relativo al funzionamento della connessione Wi-Fi

### iOS 6.1[26]
- Supporto LTE per più gestori
- Gli utenti di iTunes Match possono adesso scaricare brani singoli da iCloud
- Nuovo pulsante per reimpostare l'ID pubblicitario

### iOS 6.1.1[27]
- Questo aggiornamento risolve un problema che poteva influire sull'affidabilità e sulle prestazioni cellulari di iPhone 4S

### iOS 6.1.2[28]
- Correzione di un errore del calendario di Exchange che poteva aumentare l'attività della rete e diminuire la durata della batteria

### iOS 6.1.3[29]
- Risoluzione di un errore che poteva consentire a qualcuno di superare il codice e accedere all'app Telefono
- Miglioramenti a Mappe per il Giappone

### iOS 6.1.4[30]
- Profilo audio aggiornato per vivavoce

### iOS 6.1.5[31]
- Risoluzione di un problema che impediva la riuscita di chiamate FaceTime per alcuni utenti di iPod touch (4ª generazione)

### iOS 6.1.6[32]
- Questo aggiornamento di sicurezza risolve un problema legato alla verifica della connessione SSL